# Mahmud Hassan (piłkarz)
Mahmud Ibrahim Hassan znany też jako Trézéguet (ar. محمود حسن, ur. 1 października 1994 w Kafr asz-Szajch) – egipski piłkarz grający na pozycji napastnika w Egipskim klubie Al-Ahly Kair.

## Kariera piłkarska
Swoją karierę piłkarską Hassan rozpoczął w 2002 roku w klubie Al-Ahly Kair. W sezonie 2012/2013 zadebiutował w jego barwach w pierwszej lidze egipskiej. Zarówno w sezonie 2012/2013, jak i 2013/2014 wywalczył z Al-Ahly tytuł mistrza Egiptu. Z kolei w sezonie 2014/2015 został z nim wicemistrzem kraju.
Latem 2015 roku Hassan został wypożyczony do RSC Anderlecht. Swój debiut w pierwszej lidze belgijskiej zaliczył 27 grudnia 2012 w zwycięskim 2:1 domowym meczu z KVC Westerlo. W 81. minucie tego meczu zmienił Dodiego Lukebakio.
W 2016 roku Hassan został wykupiony przez Anderlecht, a następnie wypożyczony do Royal Excel Mouscron, w którym zadebiutował 12 sierpnia 2016 w zremisowanym 0:0 wyjazdowym meczu z Sint-Truidense VV. Po zakończeniu sezonu powrócił do Anderlechtu, gdzie łączono go z przenosinami do Galatasaray. Ostatecznie trafił jednak na roczne wypożyczenie do Kasımpaşa SK, a turecki klub zagwarantował sobie możliwość wykupienia go w trakcie wypożyczenia za cenę 2 milionów Euro. W kwietniu zdecydowano się wykupić go na stałe. Po podpisaniu nowej umowy, Slavia Praga aktywowała klauzulę transferową w kontrakcie Egipcjanina, ale pomimo ustalenia wszystkich warunków do transferu nie doszło ze względu na rezygnację samego zawodnika z przenosin.
| Sezon   | Klub                 | Kraj   | Rozgrywki     | Mecze | Gole |
| ------- | -------------------- | ------ | ------------- | ----- | ---- |
| 2012/13 | Al-Ahly Kair         | Egipt  | I liga        | 7     | 0    |
| 2013/14 | Al-Ahly Kair         | Egipt  | I liga        | 17    | 2    |
| 2014/15 | Al-Ahly Kair         | Egipt  | I liga        | 31    | 5    |
| 2015/16 | RSC Anderlecht       | Belgia | Eerste klasse | 7     | 0    |
| 2016/17 | RSC Anderlecht       | Belgia | Eerste klasse | 1     | 0    |
| 2016/17 | Royal Excel Mouscron | Belgia | Eerste klasse | 20    | 4    |
| 2017/18 | Kasımpaşa SK         | Turcja | Süper Lig     | 31    | 13   |
| 2018/19 | Kasımpaşa SK         | Turcja | Süper Lig     | 34    | 9    |

## Kariera reprezentacyjna
W swojej karierze Hassan grał w młodzieżowych reprezentacjach Egiptu. W dorosłej reprezentacji Egiptu zadebiutował 30 sierpnia 2014 roku w wygranym 1:0 towarzyskim meczu z Kenią. W 2017 znalazł się w składzie reprezentacji na Puchar Narodów Afryki 2017, gdzie Egipt dotarł do finału w którym uległ 2:1 Kamerunowi. Rok później znalazł się w składzie Egiptu na Mistrzostwa Świata w Piłce Nożnej 2018. Wystąpił we wszystkich trzech meczach grupowych, ale Egiptowi nie udało się wyjść z grupy.